# Кырчема
Кырчема — деревня в Няндомском районе Архангельской области.

## География
Находится в юго-западной части Архангельской области на расстоянии приблизительно 68 км на север-северо-восток по прямой от административного центра района города Няндома, на западном берегу протоки между озёрами Лужное и Малое Лужное.

## История
В 1873 году здесь было учтено 9 дворов, в 1905 — 14. Тогда деревня входила в Каргопольский уезд Олонецкой губернии. До 2022 года входила в Шалакушское сельское поселение до его упразднения.

## Население
Численность населения: 54 человека (1873 год), 83 (1905), 0 как в 2002 году, так и в 2010.